# Rhynchocorys stricta
Rhynchocorys stricta är en snyltrotsväxtart som först beskrevs av C. Koch, och fick sitt nu gällande namn av Nicholas Michailovitj Albov. Rhynchocorys stricta ingår i släktet Rhynchocorys och familjen snyltrotsväxter. Inga underarter finns listade i Catalogue of Life.